# رابطه یک‌شبه (فیلم ۱۹۹۷)
رابطهٔ یک‌شبه (انگلیسی: One Night Stand) فیلمی در ژانر درام به کارگردانی مایک فیگیس است که در سال ۱۹۹۷ منتشر شد.

## بازیگران
- وسلی اسنایپس
- ناستاسیا کینسکی
- کایل مک‌لاکلن
- مینگ-نا ون
- رابرت داونی جونیور
- آماندا داناهو
- کریس باوئر
- گلن پلامر
- آیونی اسکای
- جان کلی
- جان راتزنبرگر
- جولیان سندز
- میشل مرکین
- مایک فیگیس
- سافرون باروز
- توماس هیدن چرچ
- وینسنت وارد
- زاندر برکلی